# Laissez-les-vivre-SOS futures mères
Laissez-les-vivre-SOS futures mères (pol. Pozwólcie im żyć – na pomoc przyszłym matkom) – francuskie stowarzyszenie wspierające ruch społeczny pro-life, działające niezależnie od jakichkolwiek religii lub partii politycznych. Celem statutowym stowarzyszenia jest promowanie wartości każdego jednostkowego życia ludzkiego od chwili poczęcia aż do naturalnej śmierci.

## Historia
Założone w 1971 roku było pierwszym stowarzyszeniem antyaborcyjnym we Francji, pierwotnie pod nazwą Laissez-les vivre. Do założycieli stowarzyszenia należeli : Geneviève Poullot, profesor Paul Chauchard (prezes), Maître François Delibes i Jean-Bernard Grenouilleau (sekretarze generalni). Profesor Jérôme Lejeune był doradcą naukowym stowarzyszenia do 1985 roku.
Okres lat 70' i 80' był czasem największej aktywności stowarzyszenia, skierowanych przeciwko szeregu francuskich praw i ustawodawstw liberalizujących aborcję: Messmera-Taittingera-Poniatowskiego z 1973 r., ustawa Veil z 1975, ustawa Pelletier z 1979 roku i ustawa Roudy 1982 roku. 
Stowarzyszenie było głównym organizatorem takich akcji jak:
- 17 listopada 1979 wspólnie z organizacjami rodzin katolickich zorganizowała manifestację w dzielnicy Montparansse przeciwko Zgromadzeniu narodowemu, w której wzięło udział od 40 000 do 50000 osób.
- 15 maja 1982 roku przeprowadziło manifestację od placu Bastylii do placu Zgody, w której wzięło udział od 30 000 do 40 000 uczestników[4].

W 1982 roku, w odpowiedzi na prawo Roudy ustanawiające refundację aborcji przez ubezpieczenie społeczne, stowarzyszenie Laissez-les-vivre utworzyło Association pour l'objection de conscience à toute participation à l'avortement (AOCPA) (pl. Stowarzyszenie sprzeciwu sumienia wobec udziału w aborcji), którego przewodniczącym został Michel Raoult.

## Obecna działalność
Obecnie prezesem stowarzyszenia jest Béatrice Vouters, która zastąpiła na tym stanowisku dr Luca Perrela. Od 1975 roku stowarzyszenie utrzymuje SOS futures mères, telefoniczną sieć wsparcia dla kobiet w ciąży. składającą się z około stu miejscowych centrów telefonicznych. Stowarzyszenie brało udział kilkakrotnie w organizacji Marszu dla życia w Paryżu.